# Bakur I d'Ibèria
Bakur I d'Ibèria (en georgià : ბაკურ I, llatinitzat com a Bacurius) fou un rei d'Ibèria de la dinastia arsàcida que va regnar del 234 al 249. Va succeir al seu pare Vatxe I.
Bakur I és conegut únicament per la Crònica georgiana que indica solament que era el 21è rei d'Ibèria, que era fill de Vatxe i que va regnar durant 15 anys. A la seva mort el va succeir el seu fill Mitridates II d'Ibèria.